# Генеалогия
Генеало́гия (др.-греч. γενεαλογία — генеалоги́а — «родословная», от γενεά — генеа́ — «род» и λόγος — ло́гос — «слово; счёт, отсчёт») — систематическое собрание сведений о происхождении, преемстве и родстве семей, отслеживание родословных и семейных историй; в более широком смысле — наука о родственных связях. Специалисты по генеалогии используют устные сведения, исторические документы, генетический анализ и другие методы, чтобы получить информацию о семье и продемонстрировать родственные связи её членов. Результаты исследований часто отображаются в виде диаграмм или генеалогических схем или записываются в виде рассказов. Запись генеалогического исследования может быть представлена как генеалогическое древо — оно отслеживает потомков либо предков одного конкретного человека.

## Предмет изучения
Генеалогия является вспомогательной исторической дисциплиной (прикладной исторической дисциплиной) и занимается изучением родственных взаимосвязей людей, историей родов, происхождением отдельных лиц, установлением родственных связей, составлением поколенных росписей и генеалогических древ. Генеалогия связана с геральдикой, дипломатикой и многими другими историческими дисциплинами.
С начала XXI века, в связи с научным прогрессом, набирает популярность генетическая генеалогия, использующая анализ ДНК человека. Это новый метод, который позволяет проверить истинность наследственности и может помочь найти тех неизвестных родственников, которые прошли подобные исследования и опубликовали свои результаты.

## Семья как объект исследования
Основным объектом исследования генеалогии есть семья, которая, в зависимости от определения, может быть:
- Семья малая (моногамная, одного поколения), состоит из пары родителей, воспитывающих общих детей или детей супруга
- Семья нескольких поколений, дополнена другими родственниками, которые живут в семье (бабушки и дедушки, внуки)
- Семья большая, состоит из общего числа её членов, связанных близким родством или шире — дальним родством.

## Программное обеспечение
Программное обеспечение для генеалогии используется для сбора, хранения, сортировки и отображения генеалогических данных. Как минимум, программное обеспечение для генеалогии содержит основную информацию о людях, включая данные о рождении, браке и смерти. Многие программы позволяют получить дополнительную биографическую информацию, включая род занятий, место жительства и заметки, и большинство из них также предлагают метод отслеживания источников для каждой части доказательств. Большинство программ могут генерировать базовые диаграммы родства и отчеты, позволяют импортировать цифровые фотографии и экспортировать данные в формате GEDCOM (сокращение от GEnealogical Data COMmunication), так что данными можно делиться с теми, кто использует другое программное обеспечение для генеалогии. Более продвинутые функции включают в себя возможность ограничить доступ к передаваемой информации, обычно путем удаления информации о живых людях из соображений конфиденциальности; импорт звуковых файлов; создание книг по семейной истории, веб-страниц и других публикаций; возможность работать с однополыми браками и детьми, рожденными вне брака.

## Переносный смысл
В переносном смысле употребление этого термина подразумевает наблюдение какого-либо явления в динамике его поэтапного развития, когда на фоне общей хронологии прослеживается взаимосвязь тех или иных характерных черт, например: «генеалогия открытия», «генеалогия преступления», «генеалогия науки», «военная генеалогия», «генеалогия морали» и так далее.